# امصرات

تعديل مصدري - تعديل

امصرات هي إحدى قرى عزلة جيشان بمديرية جيشان التابعة لمحافظة أبين، بلغ تعداد سكانها 148 نسمة حسب تعداد اليمن لعام 2004.